# Adbusting

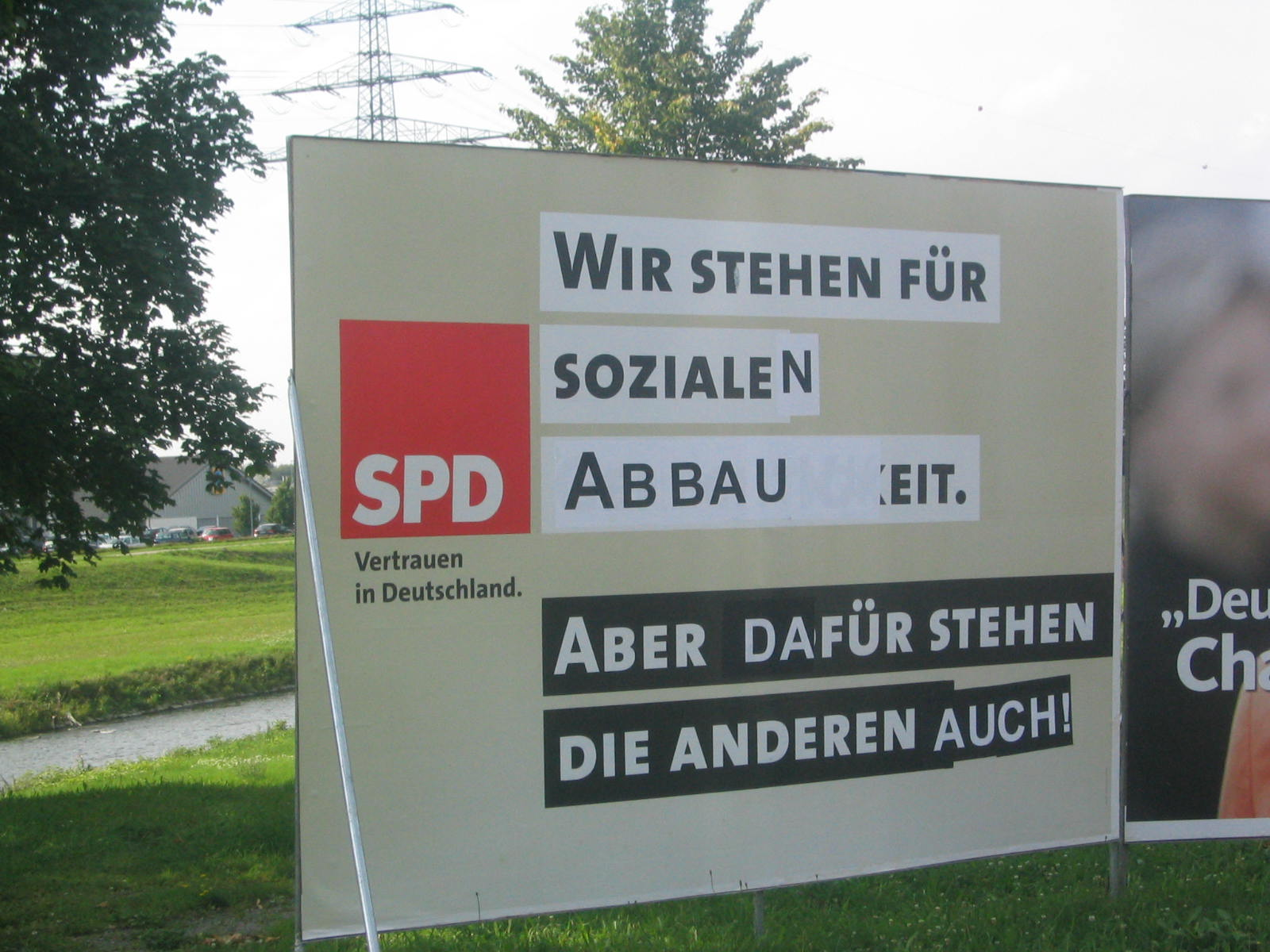
Überklebtes SPD-Wahlplakat zur Bundestagswahl 2005. Originaltext: „Wir stehen für soziale Gerechtigkeit. Aber wofür stehen die anderen?“. Neuer Text: „Wir stehen für sozialen Abbau. Aber dafür stehen die anderen auch!“

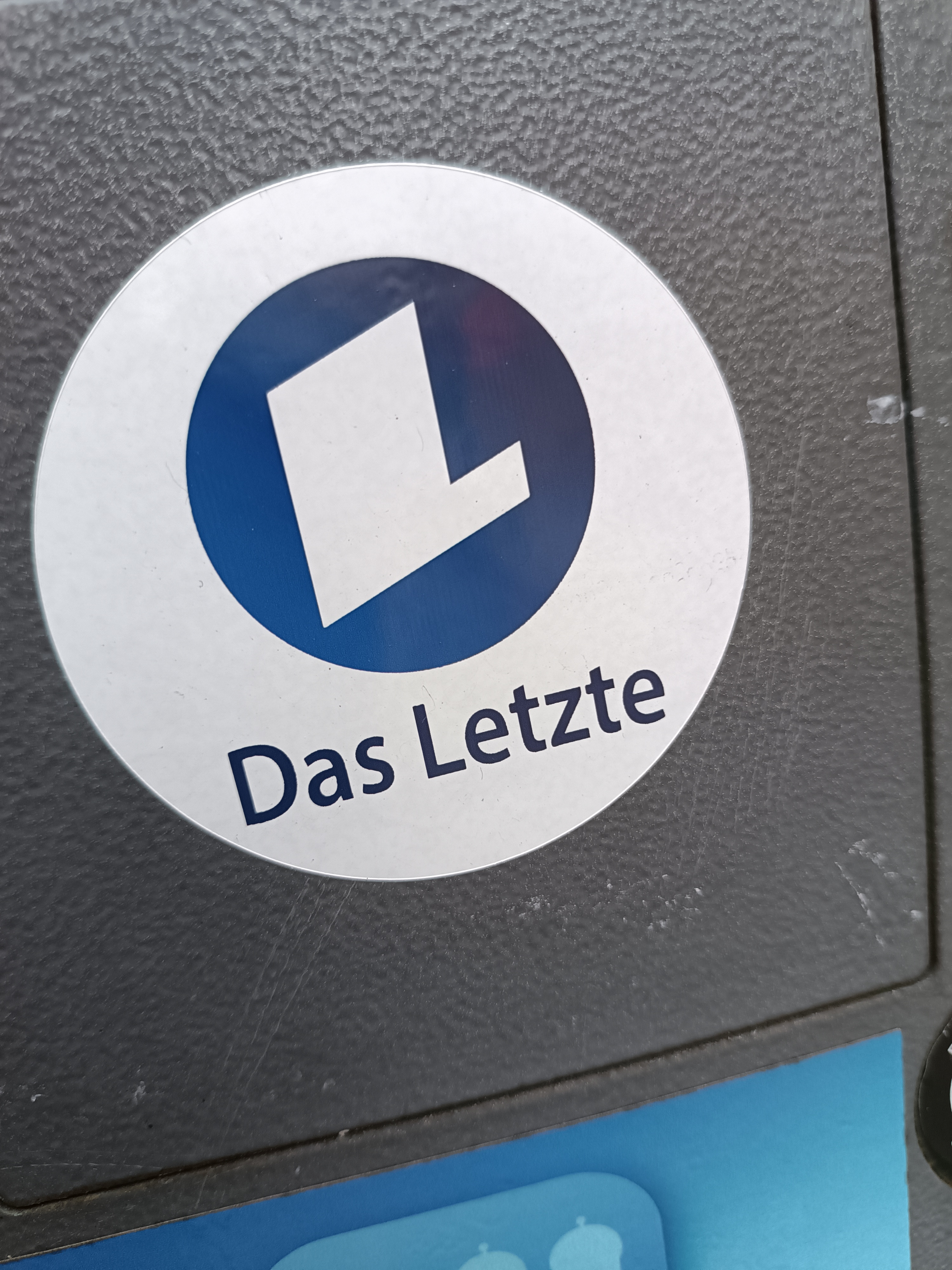
Das Logo der ARD – Slogan „Das Erste“ – wird umgedreht als „Das Letzte“ parodiert, um den öffentlich-rechtlichen Rundfunk in Deutschland zu kritisieren

Adbusting (aus den englischen Wörtern ad – Kurzform von advertisement = ‚Werbung‘ und dem Verb to bust – umgangssprachlich = ‚zerschlagen‘) ist eine Aktionsform, bei der Werbung im öffentlichen Raum (Außenwerbung) verfremdet, überklebt oder auf andere Weise umgestaltet wird, um so ihren Sinn umzudrehen oder lächerlich zu machen.

## Motive
Adbusting ist eine Form der Kommunikationsguerilla und kommt häufig aus der Streetart-Szene. Während der Verfassungsschutz Adbusting dem Linksextremismus zuordnet, wird in der taz von Gareth Joswig auf die Kriminalisierung hingewiesen. Heute werden neben parodistischen Kurzvideos gerne Werbesujets und Logos verfremdet, online gestellt oder über Social Media verbreitet. Kritik an Adbusters kommt von Markengegnern, da auch eine verfremdete Präsenz den Marken zusätzliche Aufmerksamkeit bringt.
Bei den Aktionen der Adbusters handelt es sich oft um Kritik an der Konsumgesellschaft, an den Bildwelten der Werbefotografie und an einer von Adbusters kritisierten „visuellen Umweltverschmutzung“. Vor allem wird von ihnen beklagt, dass es kaum noch Lebensbereiche gebe, in denen man sich der Werbung entziehen könne. Außerdem gibt es eine Antmilitaristische Adbusting Szene. Es werden eigene Plakate gebastelt oder gedruckt und vor allem in Werbevitrinen aufgehängt.
Im Englischen hat sich das Kofferwort Subvertising (von subvert und advertising) eingebürgert, das jedoch mehr als Adbusting umfasst. In Frankreich nennen sich derart motivierte Gruppierungen Déboulonneurs (französisch für „Schraubenlöser“, „Bolzenschieber“, „Abschrauber“); sie übermalen etwa in öffentlichen Aktionen Plakatwände mit Parolen und warten, bis die Polizei sie festnimmt. Mit den erhofften folgenden Prozessen versuchen die Déboulonneurs, die Debatte um die von ihnen „Werbeterror“ genannte Wirkung von Reklame in die breite Öffentlichkeit zu tragen.

## Ermittlungen
Adbusting stellt meist Sachbeschädigung, Vandalismus oder Diebstahl im Bereich der Bagatellgrenze dar. Je nach Begehungsweise können strafrechtliche Vorwürfe auch ganz ausgeschlossen sein, wenn nichts beschädigt oder weggenommen wird. Der Verfassungsschutz ordnete in seinem Bericht zum Jahr 2018 polizeikritische Adbustings dem Bereich des „politischen Extremismus“ zu. Seit 2018 gehen auch andere Behörden in Deutschland strenger gegen Adbusting vor. So wurden Fälle von Adbusting im Gemeinsamen Extremismus- und Terrorismusabwehrzentrum behandelt. Eine kleine Anfrage der Partei die Linke nach weiteren Informationen wurde mit einem Verweis auf „schutzbedürftige Geheimhaltungsinteressen“ verweigert. Der Verfassungsschutzbericht 2019 erwähnt Adbusting nicht mehr.  Eine Hausdurchsuchung wegen einer Bundeswehr-Adbusting-Aktion wurde nach einer Verfassungsbeschwerde vom Verfassungsgericht als illegal erklärt.